# Gonocarpus pithyoides
Gonocarpus pithyoides är en slingeväxtart som beskrevs av Christian Gottfried Daniel Nees von Esenbeck. Gonocarpus pithyoides ingår i släktet Gonocarpus och familjen slingeväxter. Inga underarter finns listade i Catalogue of Life.